# サラ・ミリアム・ピール

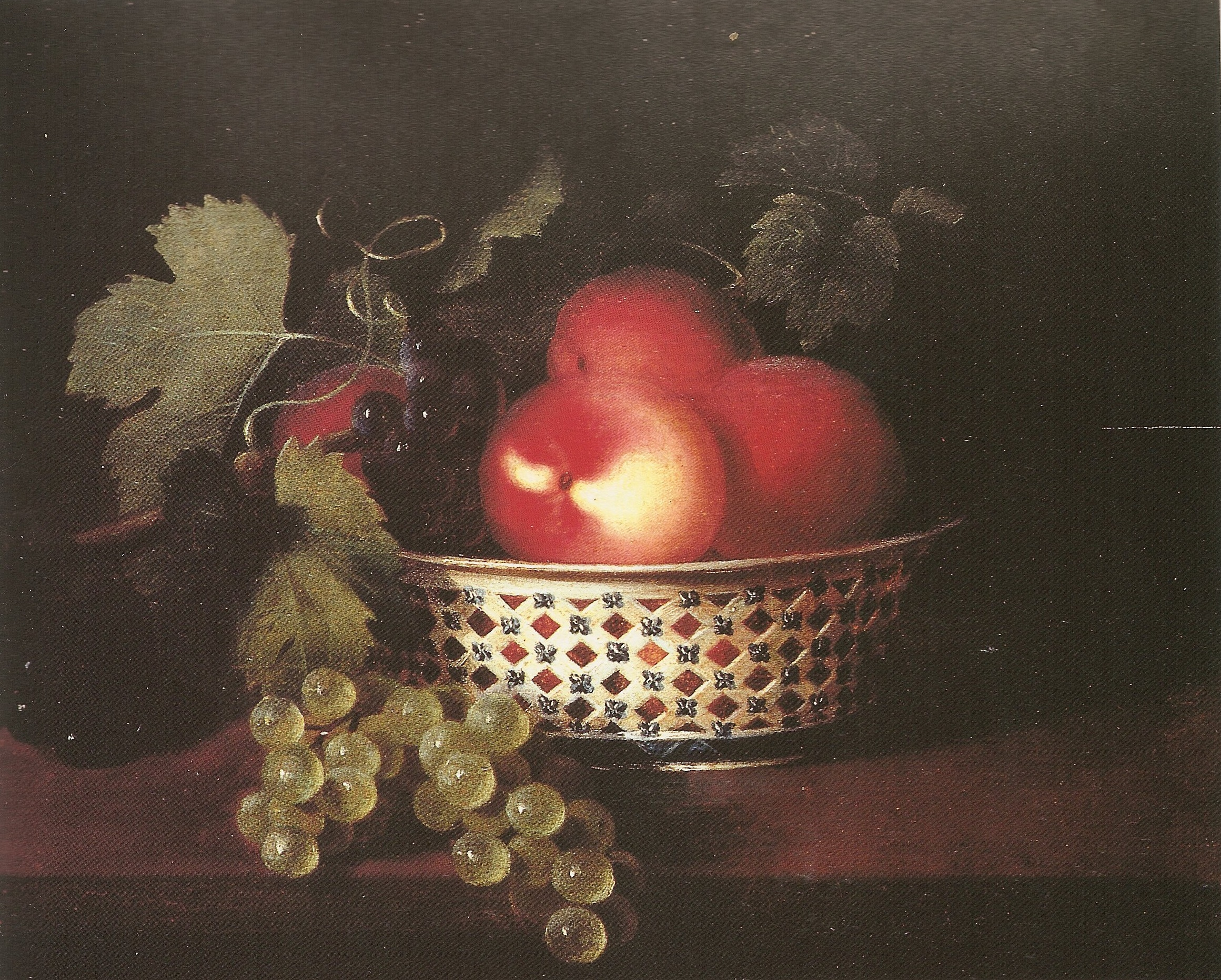
サラ・ミリアム・ピール作、「陶器のボウルの桃とブドウ」 (1829)

サラ・ミリアム・ピール（Sarah Miriam Peale、1800年5月19日 - 1885年2月4日）は、アメリカ合衆国の画家である。フィラデルフィアの画家の一族の出身で、おもに肖像画を描いた。メリーランド州やペンシルベニア州、ワシントンDCの有力者の肖像画を描き、アメリカ合衆国で画家として独立して生計を立てた最初期の女性である。

## 略歴
フィラデルフィアで生まれた。父親のジェイムズ・ピール（1749-1831）も肖像画家、ミニアチュール画家で、母親は肖像画家ジェームズ・クレープール（James Claypoole: c.1720-1778）の娘であった。父親の兄のチャールズ・ウィルソン・ピール（1741-1827）も有力な画家であった。姉のアンナ・クールプール・ピール（1791-1878）やマーガレッタ・アンジェリカ・ピール（1796–1882）も画家になった。 
サラ・ミリアム・ピールや姉のアンナ、マーガレッタらは当時の中流階級の女性の多くが家事しか学ぶしかなかったのに対して、父親や叔父のチャールズ・ウィルソン・ピールから絵や、画家としての仕事の仕方を学んだ 。サラ・ミリアム・ピールも父親の工房で助手として働くようになった。
10代で父親の絵の仕上げを担当することもあり、1816年から展覧会に花の絵や静物画を展覧会に出展した後、肖像画を専門とするようになった。1818年にチャールズ・ウィルソン・ピールの息子で画家のレンブラント・ピール（Rembrandt Peale: 1778-1860）が働いていたボルチモアで3ヶ月間過ごし、レンブラント・ピールからも影響を受けた。
1818年にフィラデルフィアのペンシルベニア美術アカデミーの展覧会に出展し、1824年に姉のアンナとともに、ペンシルベニア美術アカデミーの会員に女性として初めて選ばれた。
1831年にボルチモアにスタジオを開き 、1847年にセントルイスに移るまで、ボルチモアで100点以上の議員や外交官や富裕層の人物の100点以上の肖像画を描き、その肖像画は衣装や肌の質感に優れていたとされる。
1847年に体調不良のためセントルイスに移り、セントルイスでも肖像画家として活躍した。1860年ころから再び静物画を描くようになった。1878年にフィラデルフィアに戻り、姉のアンナとマーガレッタと暮らした。3人の姉妹は生涯、結婚しなかった。
サラ・ミリアム・ピールは1885年にフィラデルフィアで85歳で亡くなった。1987年に開館した国立女性美術館の初回展覧会「American Women Artists 1830-1930」でもサラ・ミリアム・ピールの作品は展示された。

## 作品

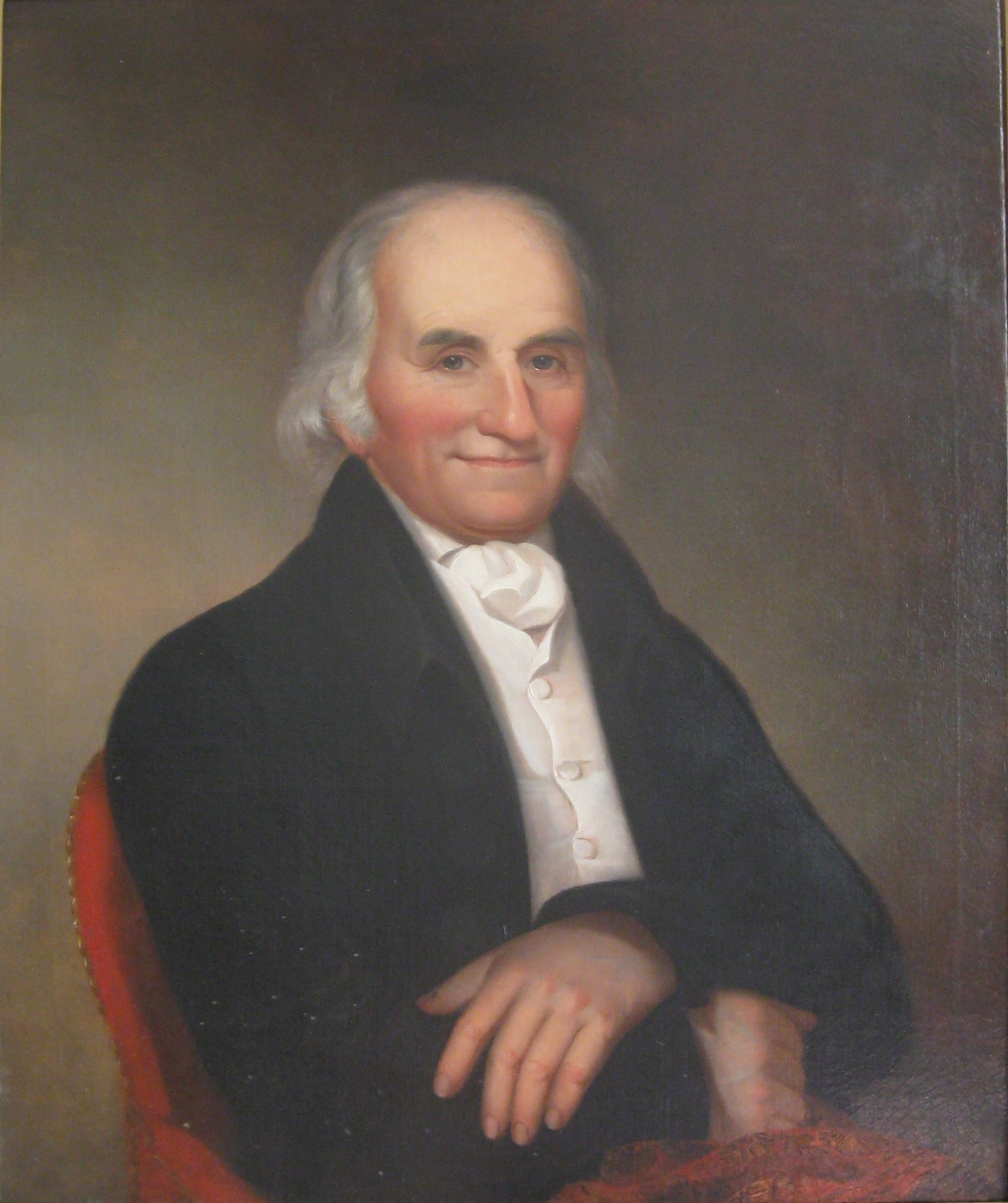
Elijah Bosley（農園主）の肖像画
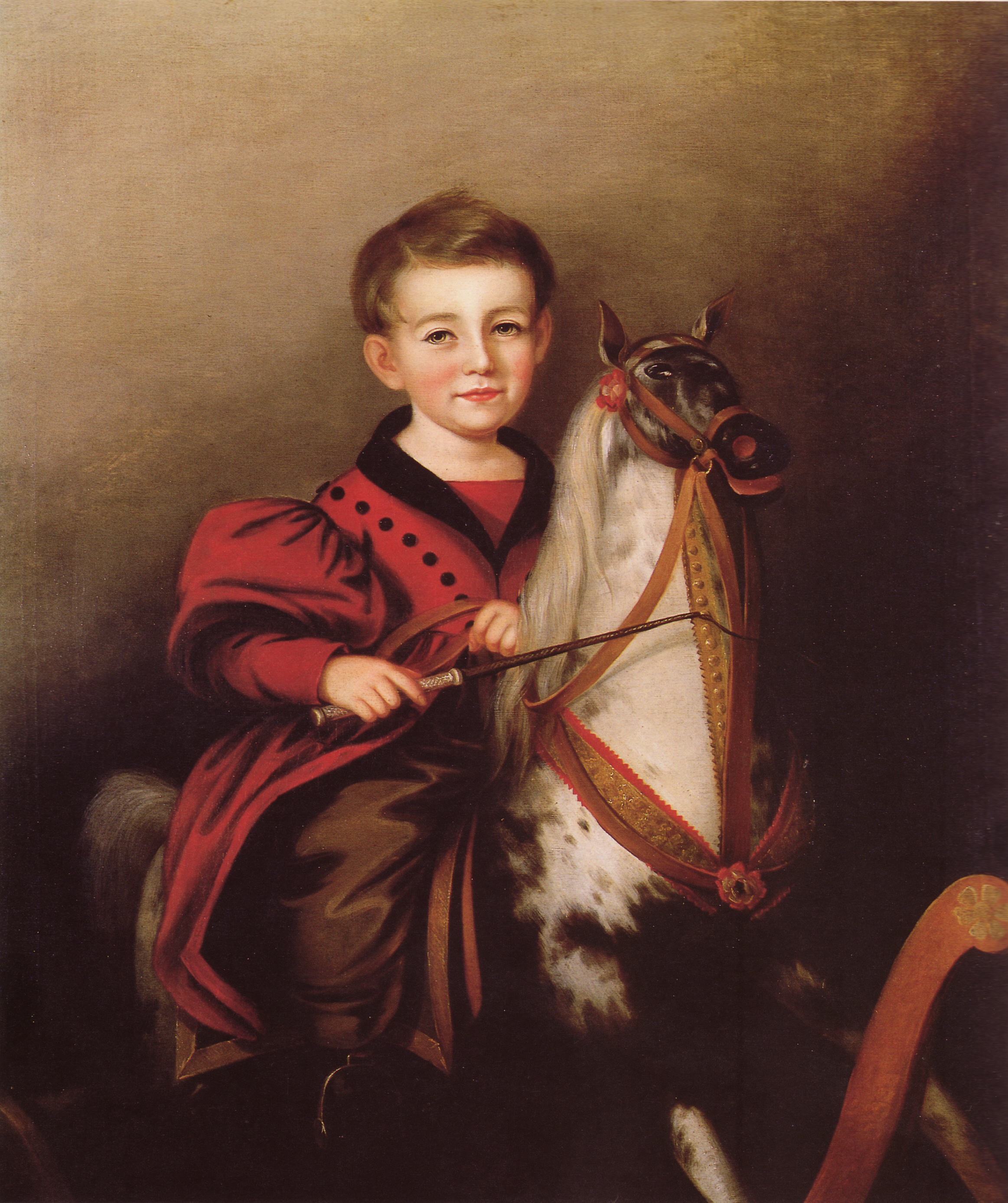
木馬に乗る少年 (1840)
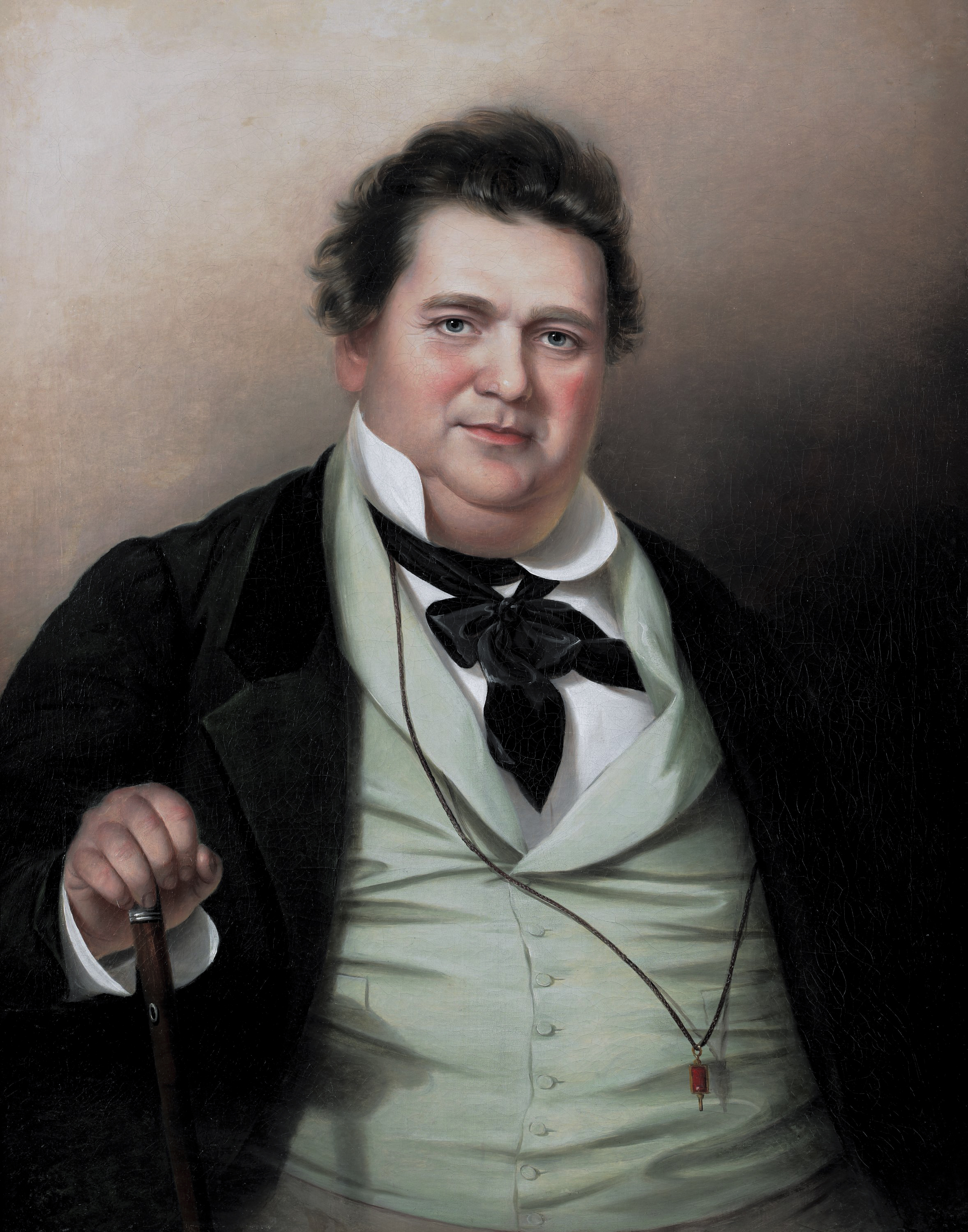
Dixon H. Lewis（上院議員）
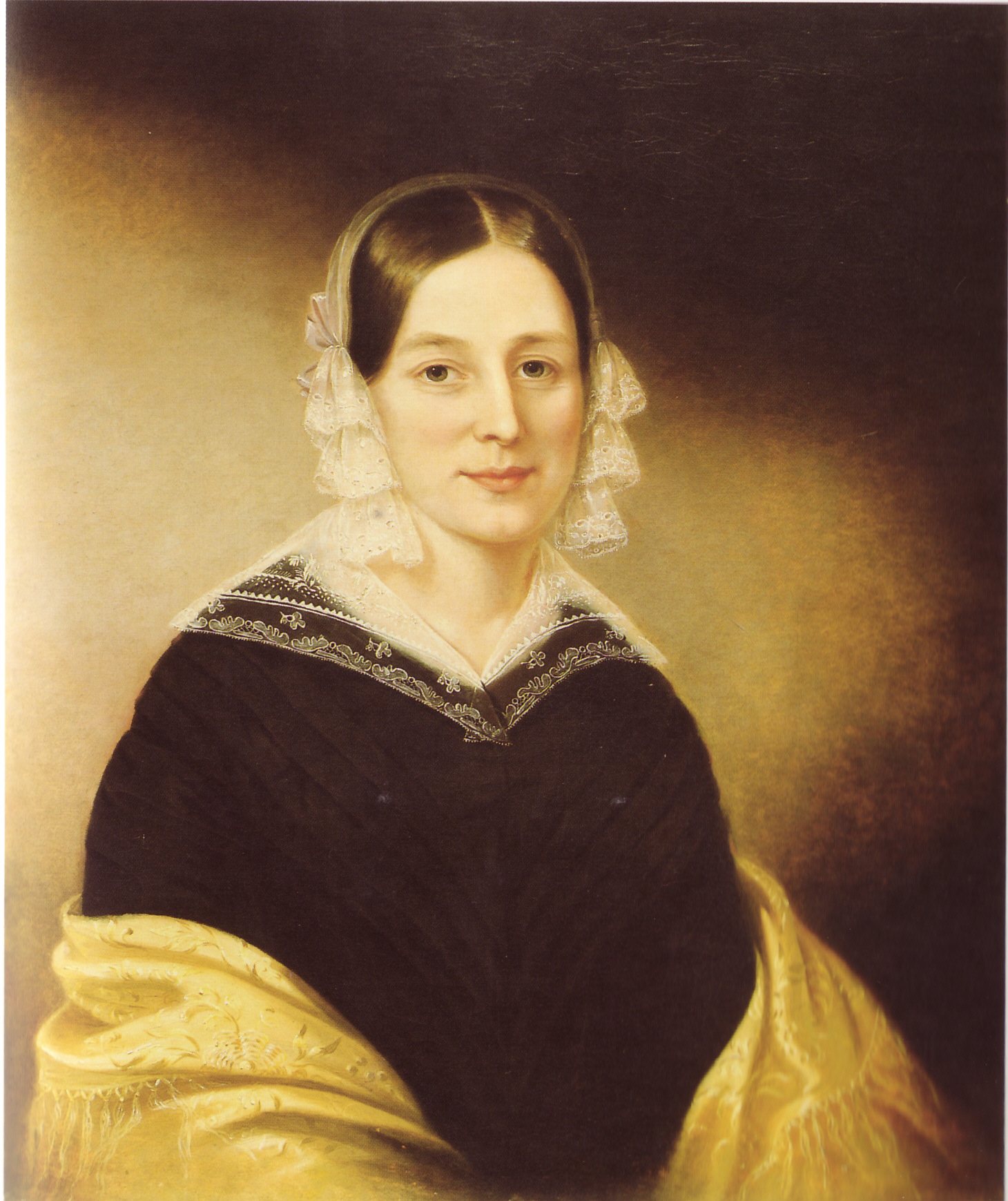
Mrs William Crane (1840)